# Кристиан, Майк
Майк Кристиан (англ. Mike Christian; род. 5 декабря 1955 года, Кливленд, Огайо, США) — профессиональный культурист. Имя иногда пишется как Майк Кристчен. За его заслуги в период выступлений и активную пропаганду бодибилдинга и здорового образа жизни имя Майка Кристиана было вписано в зал славы IFBB в 2005 году.

## Биография
Родился Майк Кристиан 5 декабря 1955 года в Кливленде, штат Огайо, США. После смерти матери семья переехала в Калифорнию и поселилась в Лос-Анджелесе. Майк стал лидером подростковой бандитских группировок в Лос-Анджелесе. Для поддержания статуса лидера он упорно тренировался. Обеспокоенный преступной деятельностью сына отец Кристиана увозит семью в Орегон. В одном из тренажерных залов молодого 20-летнего атлета заметил Чарльз Амато и предложил ему принять участие в соревнованиях. В 1976 году Майк Кристиан одерживает свою первую победу на конкурсе по бодибилдингу в Портленде. Через три года упорных тренировок в 1979 году Майк занимает 3-е место на AAU Mr. Pacific Northwest и в AAU Junior Mr. America.
В 1981 году возвращается в Лос-Анджелес. В 1982-м на соревнованиях Нашионалс занимает 5-е место, а в 1983 побеждает на чемпионате Калифорнии по бодибилдингу. Победа на Любительском Чемпионате Мира 1984 приносит ему статус профессионала и получает проф карту ИФББ. В том-же 1984-м побеждает на «Нашионалс». В 1985 году принял участие в самых престижных соревнованиях «Мистер Олимпия 1985» и «Ночь чемпионов 1985» где занял 5 и 4 места соответственно. Соревнуясь с лучшими атлетами своего времени Майк Кристиан выиграл «Чемпионат мира Про 1988», «Гран При США 1988», «Гран При Испания 1989» и «Гран При Германия 1989». Последним турниром в его карьере стал «Арнольд Классик 1990» где он занял 2-е место. В том-же 1990-м году «Железный воин» Майк Кристиан завершил профессиональную спортивную карьеру в возрасте 36 лет. Причиной ухода из большого спорта на взлете карьеры стала наркотическая зависимость. Пройдя лечение он занялся бизнесом, писал статьи, проводил семинары. Сегодня Майк Крисчен владелец фирмы по изготовлению спортивной одежды для культуристов.

## История выступлений
Соревнование Место
- Арнольд Классик 1990, 2
- Мистер Олимпия 1990, 4
- Гран При Англия 1989, 4
- Гран При Германия 1989, 1
- Гран При Голландия 1989, 6
- Гран При Испания 1989, 1
- Гран При Испания 1989, 1
- Гран При Финляндия 1989, 5
- Гран При Франция 1989, 2
- Гран При Швеция 1989, 2
- Мистер Олимпия 1989, 6
- Гран При США 1988, 1
- Чемпионат мира Про 1988, 1
- Гран При Германия 1987, 4
- Гран При Германия 1987, 3
- Гран При Франция 1987, 5
- Мистер Олимпия 1987, 4
- Лос-Анджелес Про 1986, 2
- Мистер Олимпия 1986, 3
- Чемпионат мира Про 1986, 2
- Ночь чемпионов 1985, 4
- Мистер Олимпия 1985, 5
- Нашионалс 1984, 1
- Нашионалс 1984, 1 в категории Тяжелый вес
- Чемпионат Мира любительский 1984, 1 в категории Тяжелый вес
- Нашионалс 1983, 3 в категории Тяжелый вес
- Чемпионат США 1982, 4 в категории Тяжелый вес
- Нашионалс 1982, 5 в категории Тяжелый вес